# Vera Klima
Vera Klima (Rosenheim, 27 september 1985) is een Duits zangeres.
In 2016 brengt ze het nummer Schwesterherz uit, dat ruim vier miljoen views op YouTube krijgt. Eind 2019 brengt ze haar eerste solo-album Play uit.
In het voorjaar van 2020, als ze acht maanden zwanger is, trekt ze bij de Oostenrijkse politiek aan de noodbel, omdat de inkomsten van haar en haar vriend, die ook muzikant is, geheel zijn opgedroogd. De financiële hulp die ze ontvangt, zijn voor het betalen van bedrijfskosten, die een kleine muzikant niet heeft.

## Discografie
- 2019: Play[5]

- Gemeinsame Normdatei: 1091568936
- MusicBrainz: 8204d336-b4ae-4267-98fe-17b2fba8aedc
- Virtual International Authority File: 239145857887223021220
- WorldCat: E39PBJy4hdPxX7v7jtfyr3qCwC